# Hungerwinter in Graubünden 1622/23
Der Hungerwinter in Graubünden 1622/23 bezeichnet die Notzeit im alten Freistaat der Drei Bünde zwischen Herbst 1622 und Frühjahr 1623.

## Vorgeschichte
Der Prättigauer Aufstand während der Bündner Wirren wurde von den habsburgischen Truppen unter Oberst Alois Baldiron im August 1622 endgültig niedergeschlagen. Im Lindauer Vertrag vom 30. September 1622 musste der alt-rhätische Freistaat das Münstertal, das Unterengadin, das Schanfigg, Davos und das Prättigau an Österreich abtreten.   
In diesen Gebieten setzte eine massive Rekatholisierung ein, die zur Abwanderung grosser Bevölkerungsteile führte. Zerstörte und verlassene Dörfer und brachliegende Felder hatten einen gebietsweise fast völligen Ernteausfall zur Folge.

## Der Hungerwinter
Zusätzlich zu der Vorratsnot kam der Einbruch der Pest in Graubünden zum Jahresende 1622. Die Opferzahl in Graubünden wird im hohen vierstelligen Bereich geschätzt. Die Friedhöfe boten keinen Platz mehr, so dass es zu Massenbeerdigungen in Sammelgräbern kam.
In einem verzweifelten Bittschreiben an den im Tal eigentlich verhassten Churer Bischof Johann V. Flugi klagten die Prättigauer "um Jesu Christi willen" um Hilfe.

„Leider Gott erbarms, so wird ir hochfürstl. Gnad wohl berichtet sein, wie wir in höchste Armuth gerathen, also dass gar viel Volk bei uns Hungers stirbt ...“

Hilfsgüter wurden jedoch auch nach diesem Appell nicht geliefert.
Teilweise grub man gefrorene Rüben aus und kochte sie notdürftig auf. Auch wurde Emd in Milch gesotten, um das Überleben zu sichern.